# Ллойд, Сабрина
Сабрина Ллойд (англ. Sabrina Lloyd; род. 20 ноября 1970, Фэрфакс, Виргиния, США) — американская актриса.

## Биография
Сабрина Ллойд родилась 20 ноября 1970 года в Виргинии и выросла во Флориде. С раннего детства девочка проводила много времени дома, и её занятия включали езду на лошадях и участие в различных театральных постановках. В 1989 году окончила Lake Mary High School.
В 13 лет начала свою актёрскую карьеру с роли в музыкальном спектакле. Сабрина участвовала в местных постановках, таких как Grease, Crimes of the Heart и Wizard of Oz. В 18 лет Сабрина переехала в Нью-Йорк. Сначала она работала барменшей и постоянно прослушивалась на различные роли.
Её первое значительное появление на телевидение состоялось в сериале «Закон и Порядок», а до этого она сыграла в одном из эпизодов сериала «Superboy». Но именно благодаря роли в «Закон и Порядок», Сабрина получила нового агента и начала свою карьеру. После этого последовали роли в «Chain of Desire» и затем, главная роль в «Отцовстве» с Патриком Суэйзи.
В 1995 году Сабрина начинает сниматься в телесериале «Скользящие». 
В 2005 году снялась в сериале «Числа», но покинула его после первого сезона и переехала в Нью-Йорк.
После замужества с работником ООН, Сабрина оставила актёрскую профессию. Много путешествует с мужем: с тех пор они жили в Кении, Уганде, Ванкувере, Риме.

## Фильмография
- Hello Lonesome (2010)
- Wainy Days (2008)
- Racing Daylight (2007)
- Universal Signs (2006)
- Charlie's Party (2005)
- 4исла /Numb3rs/(2005)
- The Girl from Monday (2005)
- The Sisters of Mercy (2004)
- The Breakup Artist (2004)
- Melinda and Melinda (2004)
- Something for Henry (2004)
- My Sexiest Mistake (2004)
- DeMarco Affairs (2004)
- Ed (2003)
- Допамин (2003)
- Couples (2002)
- Wanderlust (2001)
- On Edge (2001)
- Madigan Men (2000)
- Ночь спорта (1998) — (2000)
- Скользящие /Sliders/(1995—1997)
- Lifestories: Families in Crisis
- Айрис/Iris/ (1994) (V)
- Отцовство /Fatherhood/ (1993)
- Love Off Limits (1993)
- Той самой ночью/That Night/ (1992)
- Chain of Desire (1992)
- Law & Order (1992)
- Superboy (1988)